# Yves de Jonghe d'Ardoye d'Erp
Yves de Jonghe d'Ardoye d'Erp (Ukkel, 22 april 1953) is een Belgisch-Frans politicus en voormalig burgemeester voor de MR.

## Levensloop
Burggraaf Yves de Jonghe d'Ardoye was de zoon van een Belgische koloniaal die in Congo werkte in de sector van de bouw van elektriciteitscentrales. Zijn moeder was een Franse staatsburger, afkomstig uit de Périgord. Hierdoor bezit hij de dubbele Belgisch-Franse nationaliteit. De Jonghe d'Ardoye werkte als hulpkelner in een keten van restaurants en hotels langs autoroutes en werd beheerder van vennootschappen. Ook was hij kabinetsmedewerker van minister Paul Vanden Boeynants en Jean-Pierre Poupko, voorzitter van de Franstalige Cultuurcommissie van de Brusselse Agglomeratie.
Hij werd politiek actief voor de PSC, waar hij tot de rechtse CEPIC-strekking behoorde. In 1987 stapte hij over naar de liberale PRL, de voorloper van de MR.
In oktober 1976 werd hij verkozen tot gemeenteraadslid van Elsene, waar hij van 1983 tot 1993 schepen was, bevoegd voor achtereenvolgens Openbare Werken, Economie, Informatie, Burgerlijke Stand en Bevolking. Daarna was hij van 1993 tot 2000 burgemeester van de stad en van 2006 tot 2018 was hij opnieuw schepen, bevoegd voor Cultuur, Museum, Sociale Zaken en Senioren. In april 2020 nam de Jonghe d'Ardoye d'Erp ontslag uit de gemeenteraad van Elsene, om zich kandidaat te stellen bij de gemeenteraadsverkiezingen in Vézac, een gemeente in het Franse departement Dordogne. Hij werd er verkozen tot adjunct-burgemeester, met de bevoegdheden Financiën, Cultuur en Toerisme.
Daarenboven was de Jonghe d'Ardoye tot in 1989 provincieraadslid van Brabant en was hij een tijdlang ondervoorzitter van de provincieraad. Van 1989 tot 2009 zetelde hij in het Brussels Hoofdstedelijk Parlement, waar hij van 2001 tot 2009 secretaris was. In het Brussels Parlement was hij actief in de commissies Infrastructuur, Openbare Werken en Verkeerswezen; Leefmilieu, Natuurbehoud en Waterbeleid; Huisvesting en Stadsvernieuwing en Binnenlandse Zaken.
In 1995 verkregen hij en zijn twee zonen naamswijziging tot De Jonghe d'Ardoye d'Erp, na het uitsterven in 1992 van het geslacht Van Erp met zijn moeder in 1992.